# Antenă parabolică

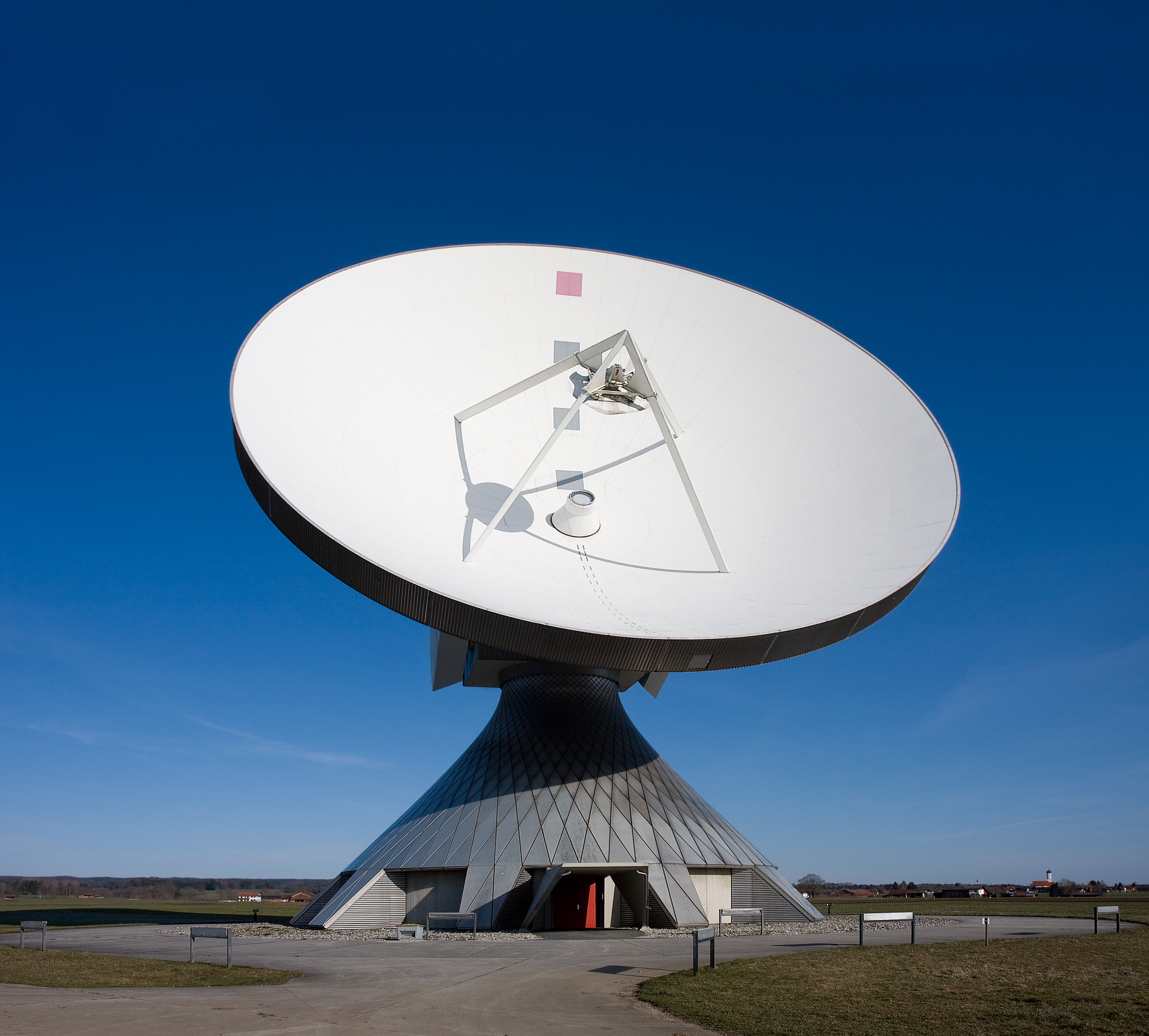
Antenă parabolică de comunicații prin satelit la Erdfunkstelle Raisting, Bavaria, Germania; are un reflector de tip Cassegrain.

Antena parabolică este un tip de antenă care utilizeză un reflector parabolic, o suprafață având forma unui paraboloid de rotație. Avantajul principal al unei antene parabolice este o directivitate înaltă: ea emite unde radio într-un fascicul îngust sau recepționează unde radio din direcții foarte apropiate. Antenele parabolice au un câștig foarte ridicat comparativ cu alte tipuri de antene, ceea ce înseamnă că ele pot produce fascicule foarte înguste sau recepționa unde dintr-o singură direcție. Pentru aceasta dimensiunile reflectorului parabolic trebuie să fie mult mai mari decât lungimea de undă a undelor radio utilizate, așa că aceste antene funcționează la frecvențe înalte: unde de frecvență ultraînaltă și microunde.
În antenele-satelit, așa-numita parabolă reflectă undele electromagnetice generate de un dispozitiv de radiație care se află în centrul paraboloidului. Fronturile de undă sferice inițial emise de acest dispozitiv devin planuri de undă plane atunci când sunt reflectate pe suprafața menționată, producând unde mai coerente decât alte tipuri de antene.
În antenele receptoare, reflectorul parabolic este însărcinat să concentreze razele paralele ale undelor incidente la focarul său, unde se află un detector.
Antenele parabolice sunt utilizate ca antene cu câștig mare pentru comunicațiile punct la punct, în aplicații precum legăturile releu cu microunde care poartă semnale de telefon și televiziune între orașele apropiate, legături WAN/LAN fără fir pentru comunicații de date, comunicații prin satelit și antene de comunicare pentru nave spațiale. De asemenea, sunt utilizate în radiotelescoape.
Cealaltă mare utilizare a antenelor parabolice este pentru antenele cu RADAR, în care este necesară transmiterea unui fascicul îngust de unde radio pentru a localiza obiecte precum nave, avioane și rachete ghidate și adesea pentru detectarea vremii. Odată cu apariția receptoarelor de televiziune prin satelit, antenele parabolice au devenit o caracteristică comună a peisajelor țărilor moderne.
Antena parabolică a fost inventată de fizicianul german Heinrich Hertz în timpul descoperirii undelor radio în 1887. A folosit reflectoare parabolice cilindrice cu antene dipol excitate prin scânteie, atât pentru transmiterea, cât și pentru primirea în timpul experimentelor sale istorice.

Antenele parabolice se bazează pe proprietatea geometrică a paraboloidului că traseele FP_{1}Q_{1}, FP_{2}Q_{2}, FP_{3}Q_{3} au toate aceeași lungime. Deci, o frontă de undă sferică emisă de o antenă de alimentare la focarul F al vasului va fi reflectată într-o undă plană de ieșire L care se deplasează paralel cu axa VF a vasului.

## Tipuri de antene parabolice
Privind suprafața reflectorizantă, este posibil să se facă distincția între diferite tipuri de antenă satelitară, unde diferența se află în poziția relativă a focalizării față de suprafața reflectorizantă, precum și forma acesteia. Cele mai frecvente tipuri sunt:
- Antenă parabolică cu focalizare centrală sau primară, caracterizată prin prezența unui reflector parabolic de axe simetrice cu focalizare la distanță.
- Antenă parabolică de focalizare echivalentă (offset), caracterizat prin decalarea invertorului parabolic în afara focalizării. Acest lucru este mai eficient decât o antenă de satelit cu focalizare centrală, deoarece alimentatorul de concentrare nu întunecă suprafața reflectorizantă.
- O antenă-satelit de tip Cassegrain (toroidală), caracterizată prin prezența unui al doilea reflector în apropierea focalizării sale, reflectă unda de radiație de la radiator la reflector în antenele de transmitere sau reflectă unda primită de la reflector la detector în timpul recepției antenei.